# Encounter in the Dawn
Encounter in the Dawn é um conto escrito por Arthur C. Clark publicado em 1953 na revista Amazing Stories. Ele foi originalmente incluído na série da antologia Expedition to Earth, e, na primeira edição do livro, é intitulado Expedition to Earth. Mas logo nas outras edições passa a se chamar Encounter in the Dawn. Esta estória é posteriormente remodelada e utilizada como base para Clark escrever o clássico 2001: Uma Odisseia no Espaço.

Na obra de Clarke Mundos Perdidos de 2001, ele escreveu:
O editor da Ballantine Books deu o titulo engenhoso "Expedition to Earth" quando o livro foi publicado. Mas eu preferi "Encounter in the Dawn". No entanto, quando Harcourt, Brace e World trouxeram minha própria seleção de favoritos, o Nove Bilhões de Nomes para Deus, este foi misteriosamente alterado para "Encounter in the Dawn".